# Anna Lindén
Loppan Anna Pernilla Lindén, född 26 juni 1967 i Stockholm och gift Didriksson, är en svensk tidigare skådespelare. Hon hade huvudrollen som Sussie i Kay Pollaks Älska mej, för vilken hon fick pris som bästa skådespelerska vid Chicago International Film Festival 1986, men gjorde sedan inte någon mer film.

## Filmografi
- 1986 – Älska mej